# Eberhard-Diepgen-Preis
Der Eberhard-Diepgen-Preis für sozialen Zusammenhalt ist ein seit November 2018 jährlich verliehener Preis der CDU Berlin. Er soll Engagement würdigen und fördern, das sich um den sozialen Zusammenhalt in Berlin in herausragender Weise verdient gemacht hat.
Namensgeber der dotierten Auszeichnung ist der Berliner Stadtälteste und langjährige Regierende Bürgermeister Eberhard Diepgen.

## Geschichte
Die Idee des Preises geht auf eine Initiative der Kulturstaatsministerin und damaligen Berliner CDU-Landesvorsitzenden Monika Grütters zurück, die diese mit Generalsekretär Stefan Evers während einer Klausurtagung am 9. März 2018 im brandenburgischen Nauen dem CDU-Landesvorstand vorstellte. Am selben Tag beschloss das Gremium die Auslobung des Preises.

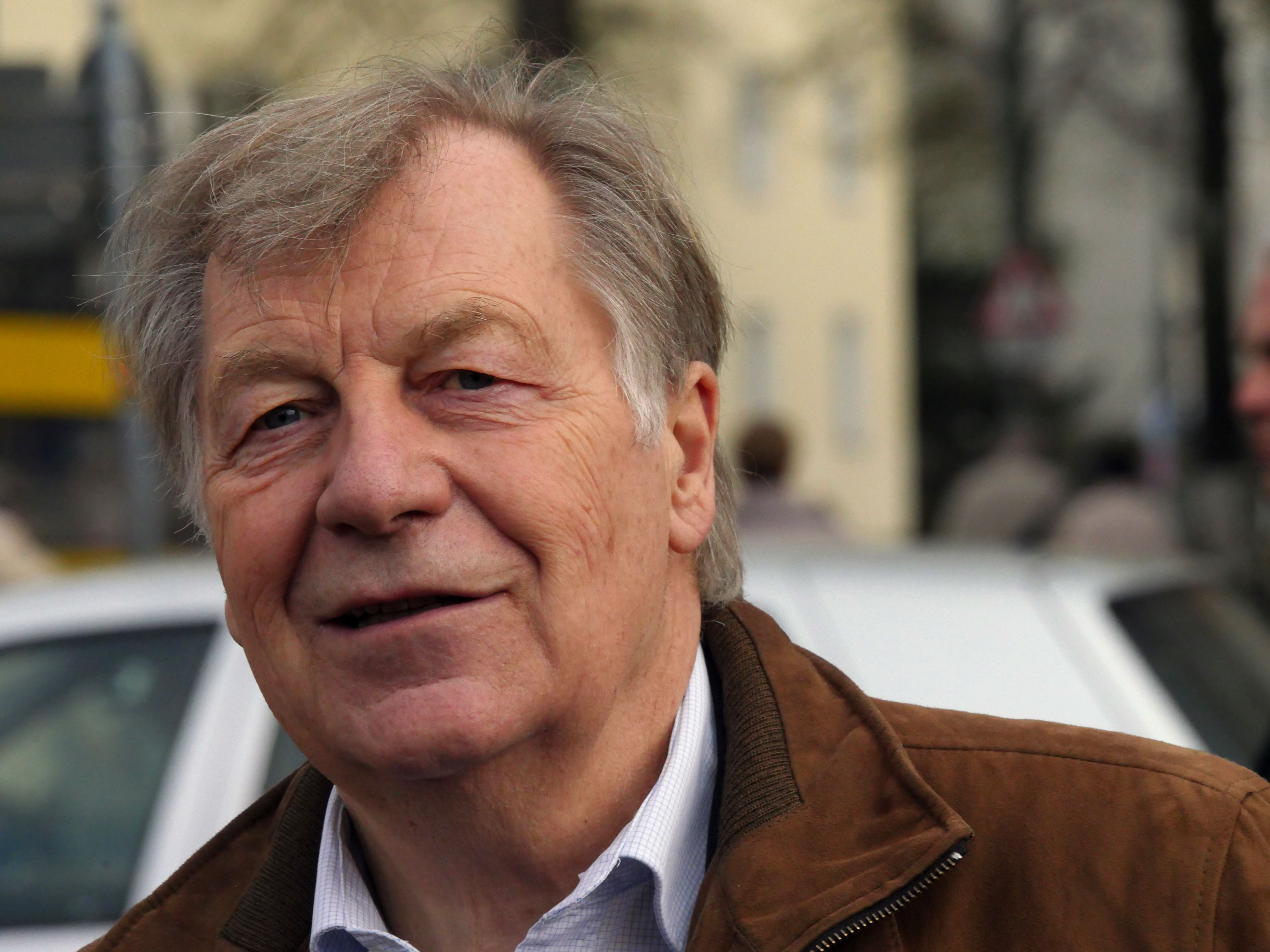
Namensgeber des Preises: Eberhard Diepgen (2016)

Vordergründig ist es nach eigenen Angaben der CDU Ziel des Preises, wieder historische politische Schwerpunkte aufzugreifen und insbesondere das soziale und gesellschaftliche Engagement innerhalb Berlins als Kernprinzip des Zusammenhalts zu unterstützen und zu belobigen. Eine ähnliche Idee setzten führende CDU-Politiker bereits nach Kriegsende mit der Schaffung des Unionhilfswerks um.
Der Preis ist mit 5000 Euro dotiert, wobei die Regelung geschaffen wurde, dass die Ausgezeichneten das Geld wieder in das prämierte Projekt zu investieren haben.
Namensgeber und Schirmherr ist der langjährige ehemalige Regierende Bürgermeister Eberhard Diepgen, der auch als Fraktions- und Landesvorsitzender wirkte und seit 2004 Ehrenvorsitzender der CDU Berlin ist. Diepgen soll als Namenspate auch für seine Verdienste als Mitglied im Beirat für Zusammenhalt gewürdigt werden, in dem er sich während der Flüchtlingskrise in Deutschland 2015/2016 für humane Lösungen zur Unterbringung von Geflüchteten einsetzte.
Der Eberhard-Diepgen-Preis wird finanziell durch die Spreebogen Grundbesitz GmbH gefördert. Er wurde am 19. November 2018 im Rahmen einer Abendveranstaltung im Schloss Friedrichsfelde erstmals vergeben worden.

## Jury
Die Jury setzt sich aus Personen des Öffentlichen Lebens zusammen, die sich durch soziales Engagement hervorgetan haben. Zu den Mitgliedern zählen neben Monika Grütters auch die ehemalige Ausländerbeauftragte der Bundesregierung Babara John, der Landesvorsitzende des Unionhilfswerks Berlin, Thomas Georgi und der frühere Staatssekretär Dirk Gerstle. 
Vorsitzende der Jury ist die frühere Bundesministerin und langjährige Präsidentin des Landesverbandes Berlin des Deutschen Roten Kreuzes, Sabine Bergmann-Pohl.

## Preisträger
| 2018 | Sozialkaufhaus Rabauke e. V. (Hauptpreis) Besucherdienst der Malteser in Berlin (Anerkennungspreis) |
| 2019 | Evangelische Versöhnungsgemeinde Berlin Nachbarschaftsheim Neukölln e.V.                            |
| 2023 | Christliche Kinder- und Jugendwerk Die Arche (Hauptpreis) Stiftung Jona’s Haus (Anerkennungspreis)  |